# Payson (Utah)
Payson – miasto w Stanach Zjednoczonych, w stanie Utah, w hrabstwie Utah.